# Aeroport de Sabadell
Luchthaven Sabadell (Catalaans: Aeroport de Sabadell, Spaans: Aeropuerto de Sabadell) is een vliegveld dat zich ten zuidoosten van de Catalaanse stad Sabadell bevindt, de op een na grootste stad van de comarca Vallès Occidental. 
Het vliegveld beschikt sinds januari 2010 over een landingsbaan van 1050 meter (daarvoor 900 meter). Samen met de Luchthaven Cuatro Vientos is het het belangrijkste vliegveld in Spanje voor de algemene luchtvaart met meer dan 200 geregistreerde vliegtuigen en helikopters en meer dan 40.000 vluchten per jaar. Er werken zo'n 500 mensen op de luchthaven, zoals instructeurs en personeel van de AENA. De Luchthaven Sabadell heeft eveneens de oudste luchtvaartclub van Spanje. 
70% van de activiteiten op dit vliegveld wordt besteed aan vliegtrainingen (voor zowel vliegtuigen als helikopters). De andere 30% betreft voornamelijk reclamevluchten, fotografie en privévluchten.